# Dauerleistungsgrenze
Die Dauerleistungsgrenze ist in der Arbeitswissenschaft und den Sportwissenschaften diejenige Grenze, bis zu der statische oder dynamische Arbeit ohne eine zunehmende muskuläre Ermüdung erbracht werden kann, die den vorzeitigen Abbruch der Leistungsabgabe erzwingt. Sie bildet im Arbeitsstudium nach REFA die Bezugsgröße zur Feststellung der Normalleistung und des Leistungsgrades.
Die Dauerleistungsgrenzen sind individuell und werden bei systematischem Training im Sport auch individuell ermittelt und gehandhabt.
Im Rahmen des Arbeitsstudiums ist es nicht möglich, so zu verfahren. Hier gilt als Dauerleistungsgrenze die höchste Leistung, die durch einen durchschnittlich geübten Menschen über 8 Stunden pro Tag durchgehalten werden kann. Sie kann auf verschiedene Weisen angenähert werden:
1. Über den Energieumsatz: Für Schwerarbeit liegt die Dauerleistungsgrenze für Männer bei ca. 16,5 bis 17,5 kJ/min (4 bis 4,2 kcal/min), für Frauen bei ca. 10,8 bis 11,8 kJ/min (2,6 bis 2,8 kcal/min).
2. Über die Pulsfrequenz: Die Dauerleistungsgrenze für den 8-Stunden-Tag liegt bei 30–35 Pulsschlägen über der Ruhepulsfrequenz.
3. Über die maximale Sauerstoffaufnahme: Beim Untrainierten liegt die Dauerleistungsgrenze bei 30 % der maximalen Sauerstoffaufnahme ohne Einhaltung von Pausen und bei 50 % mit Einhaltung von Pausen (Hochleistungssportler erreichen sogar bis zu 90 %).

Für die Arbeitsgestaltung werden Werte gebraucht, die so bemessen sind, dass der größte Teil der Arbeitenden nicht überfordert wird. Zudem muss deren Erreichen leicht zu ermitteln sein. So beschreibt beispielsweise die Berufsgenossenschaft Bau die Grenze als erreicht bei einer „Herzschlagfrequenz von 110/Minute für die erwerbsfähige Bevölkerung“.
Die Dauerleistungsgrenze für statische Arbeit liegt bei 10 % der persönlichen maximalen Muskelkraft.